# Jorge I de Hesse-Darmstadt

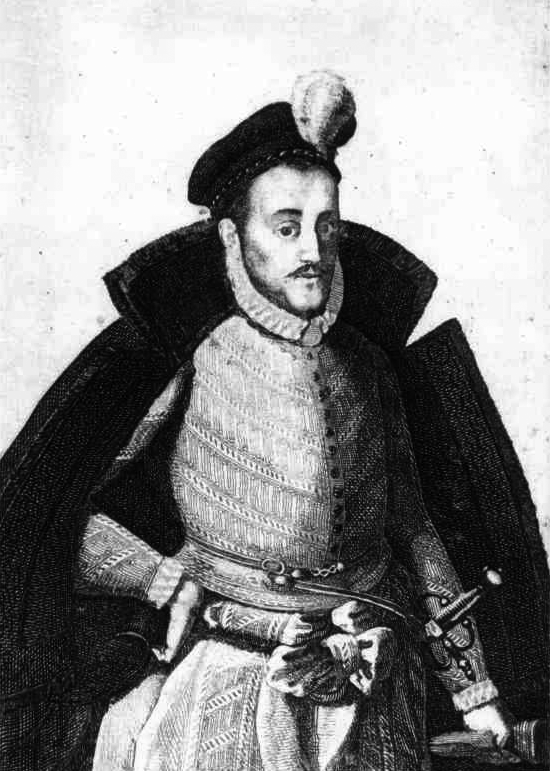

Jorge I de Hesse-Darmstadt (Kassel, 10 de septiembre de 1547-Darmstadt, 7 de febrero de 1596) fue landgrave de Hesse-Darmstadt desde 1567 a 1596.

## Biografía
Era el cuarto hijo de Felipe I el Magnánimo de Hesse y de Cristina de Sajonia.
Tras la muerte de su padre en 1567, Hesse fue dividido entre sus cuatro hijos. Jorge recibió el alto Condado de Katzenelnbogen y eligió Darmstadt como su residencia. 
El reinado de Jorge estuvo marcado por un gran celo e implacable rigor y una moral muy rígida. Es de suponer, por lo tanto, que Hesse-Darmstadt, a diferencia de las otras zonas de Hesse de los hermanos de Jorge, participara en la primera oleada de las cazas de brujas modernas. Bajo el reinado de Jorge se establecen entre los años 1582 y 1590, 37 ejecuciones por brujería, incluyendo a Lobo Weber de 11 años de edad aproximadamente, y una niña de unos 16 años de edad.
Por otro lado, Darmstadt experimentó bajo el reinado de Jorge no sólo un auge económico (la población se duplicó), sino también los primeros elementos de un sistema social, tales como el establecimiento de un asilo en 1592 y la instrucción de huérfanos en el castillo en 1594.
Murió el 7 de febrero de 1596 y el Landgraviato pasó a su hijo, Luis.

## Matrimonio e hijos
El 17 de agosto de 1572, se casó en primeras nupcias con Magdalena de Lippe (1552-1587). Tuvieron 10 hijos:
1. Felipe Guillermo (1576-1576), príncipe heredero.
2. Luis V (1577-1626), landgrave de Hesse-Darmstadt. Se casó en 1598 con la princesa Magdalena de Brandeburgo (1582-1616).
3. Cristina (1578-1596), se casó en 1595 con el conde Federico Magnus de Erbach-Fürstenau (1575-1618).
4. Isabel (1579-1655), se casó en 1601 con el conde Juan Casimiro de Nassau-Weilburg-Gleiberg (1577-1602).
5. María Eduviges (1580-1582).
6. Felipe III (1581-1643), landgrave de Hesse-Butzbach. Se casó en primer lugar, en 1610, con la condesa Ana Margarita de Diepholz (1580-1629), y en segundo lugar, en 1632, con la condesa Sofía Cristina de Frisia Oriental (1600-1658).
7. Ana (1583-1631), se casó en 1601 con el conde Alberto Otón de Solms-Laubach (1576-1610).
8. Federico I (1585-1638), landgrave de Hesse-Homburg. Se casó en 1622 con la condesa Margarita Isabel de Leiningen-Westerburg (1604-1667).
9. Magdalena (1586-1586).
10. Juan (1587-1587).

El 25 de mayo de 1589, se casó en segundas nupcias con Leonor de Wurtemberg (1552-1618). Tuvieron un hijo:
1. Enrique (1590-1601).